# IC 3348
IC 3348 је елиптична галаксија у сазвјежђу Береникина коса која се налази на листи објеката дубоког неба у Индекс каталогу.
Деклинација објекта је + 25° 37' 27" а ректасцензија 12h 26m 38,0s. Привидна величина (магнитуда) објекта IC 3348 износи 16,0 а фотографска магнитуда 17,0.